# كأس الكؤوس الأوروبية 1996–97
كأس الكؤوس الأوروبية 1996–97 (بالإسبانية: Recopa de Europa 1996-97)‏ هو الموسم 37 من  كأس الكؤوس الأوروبية. أقيم خلال الفترة 8 أغسطس 1996 وحتى 14 مايو 1997، والذي يشرف على تنظيمه الاتحاد الأوروبي لكرة القدم، وكان عدد الأندية المشاركة فيه  49، وفاز فيه نادي برشلونة.

## نتائج الموسم
| المركز | فريق         | لعب | ف | ت | خ | له | عليه | ف.أ | نقاط | ملاحظة |
| ------ | ------------ | --- | - | - | - | -- | ---- | --- | ---- | ------ |
|        | نادي برشلونة |     |   |   |   |    |      |     |      |        |